# NGC 1291
NGC 1291 (również NGC 1269 lub PGC 12209) – galaktyka spiralna z poprzeczką (SB0-a), znajdująca się w gwiazdozbiorze Erydanu.
Odkrył ją James Dunlop 2 września 1826 roku, a John Dreyer skatalogował jego obserwację jako NGC 1291. John Herschel prawdopodobnie obserwował ją dwukrotnie w nocy 1 listopada 1836 roku, lecz odnotował dwie różne pozycje i skatalogował obie te obserwacje jako dwa różne obiekty. Jego obserwacja z błędną pozycją została skatalogowana przez Dreyera (który nie dopatrzył się błędu) pod numerem NGC 1269.